# Блудная (приток Хатанги)
Блудная — река в Таймырском Долгано-Ненецком районе Красноярского края России. Правый приток Хатанги. Длина — 186 км. Площадь бассейна 3930 км².
Населённых пунктов на реке нет, в 5 километрах юго-западнее устья, на берегу Хатанги, расположен посёлок Новорыбная.

## Характеристика реки
Река Блудная берёт начало из малого безымянного озера на высоте 361 м НУМ, вытекая из него на северной стороне. Далее река течёт на северо-восток, быстро теряя высоту — у левого притока Сенька — 69 м НУМ (падение на 292 м за 30 км), а у правого притока, Санга-Юрях, уже 32 м НУМ (за 20 км реки).
Затем река втекает в низкорослый хвойный лес и заворачивает на север. Её ширина на этом участке 35 метров, глубина 0,9, а грунты дна твёрдые. Тут река справа принимает приток Саха-Юрях, а слева безымянный ручей из озера Семен-Кюель. У горы Онгуохтах-Сопка Блудная покидает лес и берёт направление на северо-запад.
На выходе из леса река слева принимает Рассоху, а справа Джеруоху. После этого ширина реки достигает 107 метров, глубина метра. Донные грунты по прежнему состоят из твёрдых пород. Скорость течения 0,3 м/с.
От горы Онгуохтах-Сопка до самого впадения в Блудную правого притока Киенг-Юрях река протекает через холмистую местность, колебание высот 10÷90 м НУМ.
За Киенг-Юряхом ширина реки составляет 125 метров, глубина 1,4, грунты твёрдые. Скорость течения снижается до 0,2 м/с — река начинает своё течение в низкой заболоченной пойме. Ширина за Долган-Юряхом уже 350 метров, глубина 3 м.
У устья река снова сужается — ширина 270 м. При её впадении в Хатангу Блудная образует несколько малых заболоченных островков.

## Притоки
Объекты по порядку от устья к истоку ( км от устья: ← левый приток | → правый приток | — объект на реке ):
← Долган-Юрях
→ Саморосо-Юряге
← Огоннёр-Юрях
→ Хустур-Юрях
→ Киенг-Юрях
← Сютюдях
→ Джеруоха
← Рассоха
→ Саха-Юрях
→ Санга-Юрях
← Сенька
→ Джималах